# Hymenophyllum pectinatum
Hymenophyllum pectinatum là một loài thực vật có mạch trong họ Hymenophyllaceae. Loài này được Cav. miêu tả khoa học đầu tiên năm 1802.